# Hans Snoekprijs

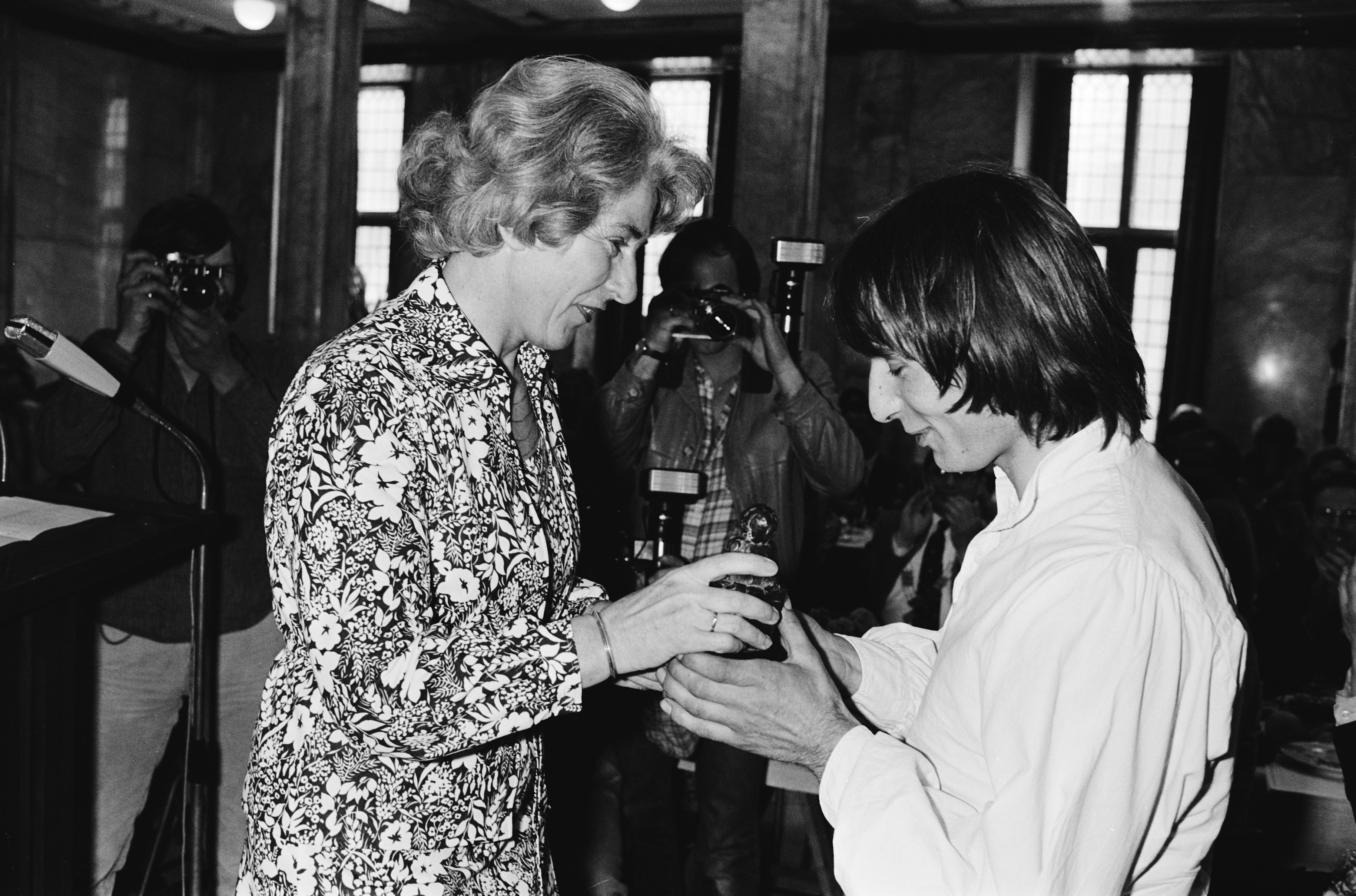
Uitreiking Hans Snoekprijs door minister Gardeniers aan Jozef van den Berg, 1980

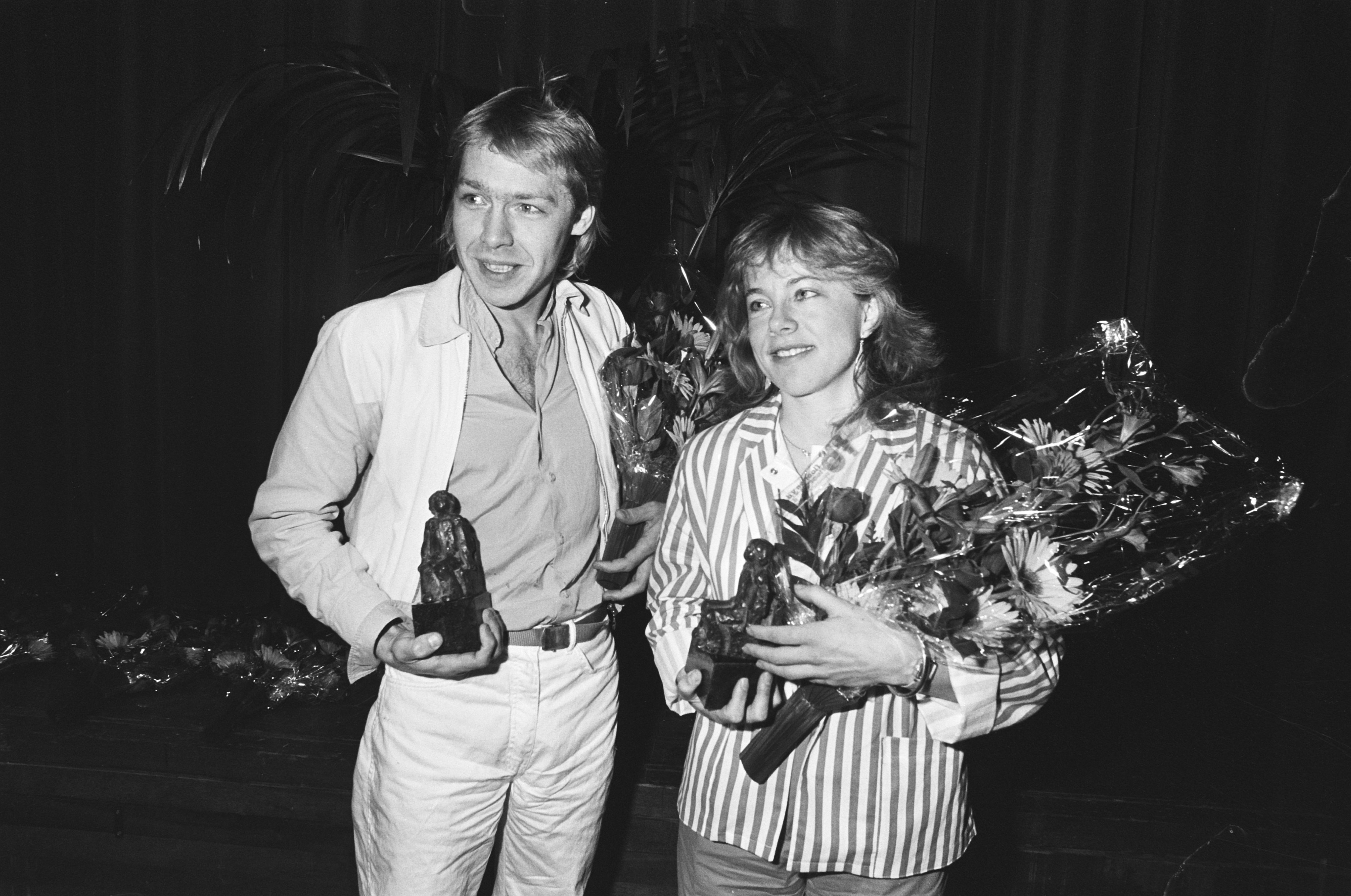
Uitreiking Hans Snoekprijs aan Ingrid van Leeuwen en Lejo Dijkgraaf, 1982

De Hans Snoekprijs was een jaarlijkse theaterprijs voor de beste jeugdtheatervoorstelling. De prijs werd uitgereikt tussen 1977 en 2000. De prijs was de belangrijkste prijs voor jeugdtheater uit Nederland en België.

## Geschiedenis
De prijs, ingesteld in 1977, was genoemd naar Hans Snoek. Snoek was de oprichter en zes jaar lang de artistiek leider van stichting Jeugdtheater Amsterdam. De prijs, bestaande uit een beeldje van kunstenares Heleen Levano en "de eer", werd toegekend door een vakjury. De prijs kon worden uitgereikt aan personen of gezelschappen. Eenmalig, in 1986, werden twee producties, van verschillende theatergezelschappen, bekroond. Vanaf 1987 werden vooraf de nominaties bekend gemaakt. De prijs werd voor het laatst uitgereikt in 2000, aan een gezamenlijk project van twee theatergroepen.

## Winnaars
- 1977: Toneelgroep Wederzijds voor de voorstelling Indianen[7][8]
- 1978: Camilla Koevoets voor Het Lappenpaardje[9]
- 1979: Kindertheatergroep Wiedus uit Rotterdam[10]
- 1980: Jozef van den Berg voor Appeloog
- 1981: Coöperatieve Theatervereniging Mevrouw Smit uit Amsterdam voor Wat heeft ie toch, wat heeft ie toch[11]
- 1982: Ingrid van Leeuwen en Lejo Dijkgraaf van Wiedus, voor hun spel in Twee petat met[12]
- 1983: Mevrouw Smit voor Geheime vrienden
- 1984: Lucas Goudzwaard
- 1985: Theater Sirkel uit Sittard voor Vuurrood
- 1986: Studio Peer, voor Weg van Waan; Maccus voor Madoc[5]
- 1987: De Blauwe Zebra met De stenen van Moutsouna
- 1988: Theo Terra voor de voorstelling Zwanendons
- 1989: Toneelgroep Wederzijds voor Zwanen zien er altijd zo wit uit
- 1990: Toneelgroep Wederzijds voor De balade van Garuma
- 1991: Stella Den Haag voor Van onder uit de zak[4]
- 1992: Toneelgroep Wederzijds voor De Jeugd van Hitler
- 1993: Het Gevolg voor Hendrik de Vijfde[1]
- 1994: Artemis voor Broer en zus en zo[13]
- 1995: Theatergroep Victoria uit Gent voor Moeder en Kind[14]
- 1996: Toneelgroep Wederzijds
- 1997: Theater Teneeter voor Antigone
- 1998: Theater Artemis voor Bizon & Zoon
- 1999: Theater Ibycus voor De Tolbrug
- 2000: Mevrouw Smit in samenwerking met Theater De Citadel, voor Medusa